# Кампо Санто-Стефано

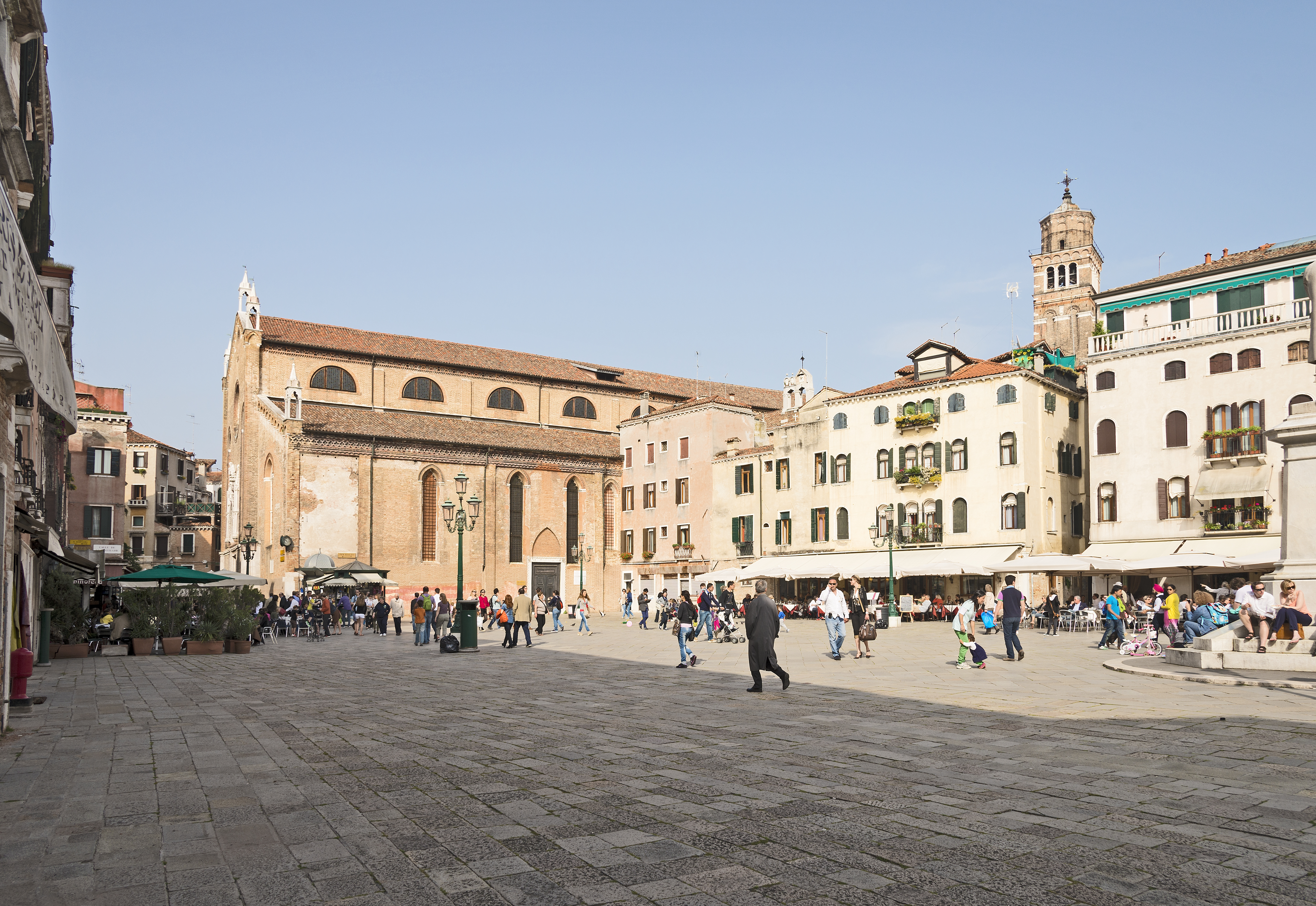
Кампо Санто-Стефано

Ка́мпо Са́нто-Сте́фано (итал. Campo Santo Stefano), также известное как Ка́мпо Франче́ско Морози́ни  — кампо в районе Сан-Марко, одно из крупнейших в Венеции.
Это оживлённая площадь, поскольку через неё лежит путь к мосту Академии, единственному мосту, соединяющему Сан-Марко с Дорсодуро.
В центре площади стоит памятник учёному, писателю и политику Никколо Томмазео.
В XVI веке фасады зданий на кампо Санто-Стефано были украшены фресками Джорджоне, Тинторетто, Джузеппе Сальвиати, Санто Дзаго и Алиенсе, впоследствии утраченными.
Ранее на площади проводились бои быков, обычай прекратился в 1802 году после обрушения зрительской трибуны, повлекшего многочисленные жертвы.

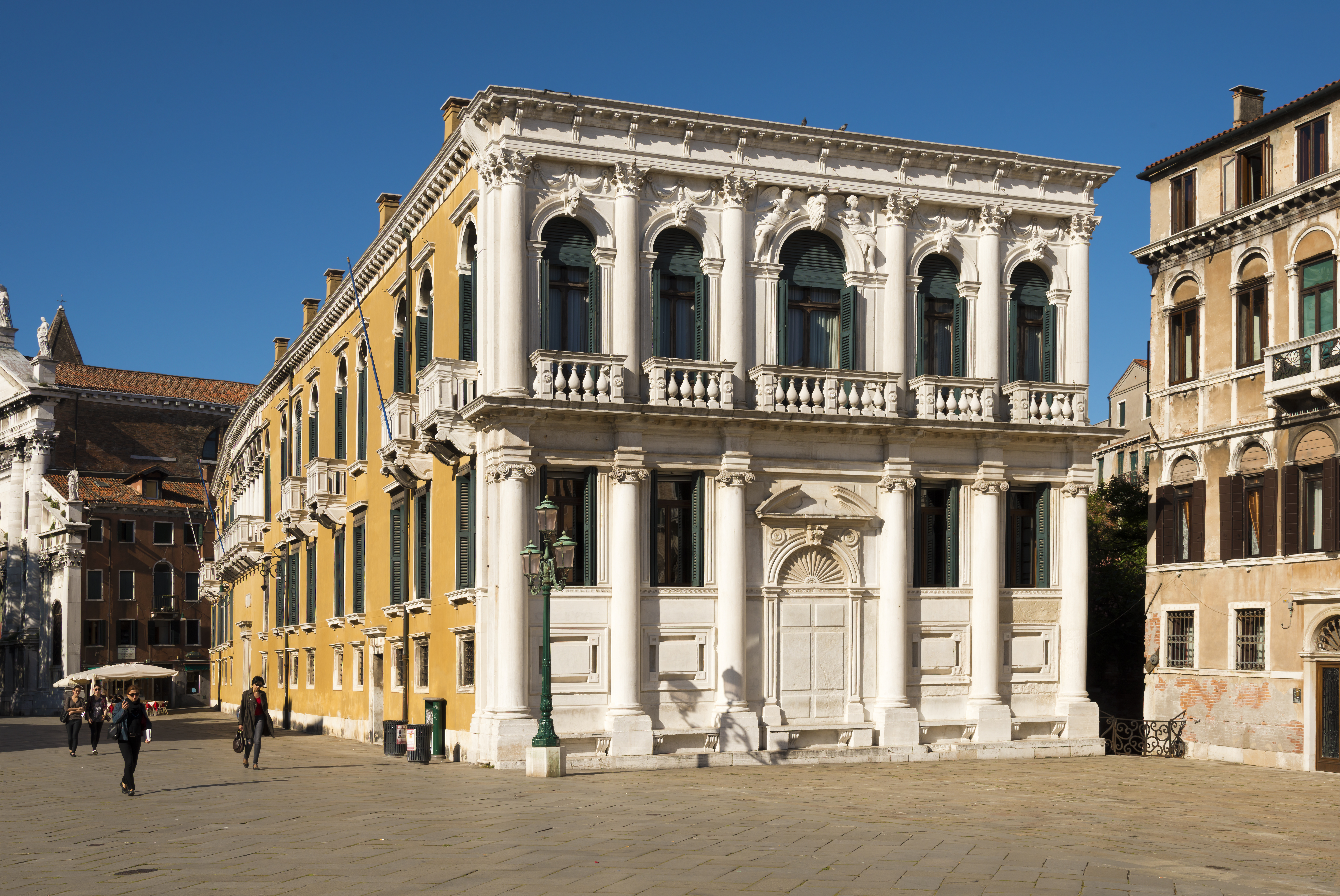
Палаццо Лоредан

В архитектурном ансамбле площади выделяются:
- Церковь Санто-Стефано
- Церковь Сан-Видаль (ныне концертный зал)
- Палаццо Лоредан
- Палаццо Морозини
- Палаццо Пизани[итал.] (на смежной Кампьело Пизани; ныне венецианская консерватория)